# دونكاستر

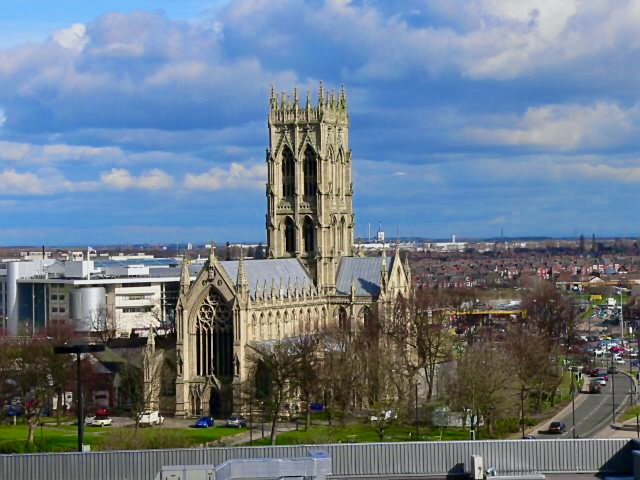
دونكاستر

دونكاستر (بالإنجليزية: Doncaster) مدينة كبيرة في جنوب يوركشاير، بانجلترا.ويبلغ عدد سكانها مع المناطق المحيطة بها 302400 نسمة حسب تعداد عام 2011 م وأما المدينة نفسها فيبلغ عدد سكانها 127851. تبعد دونكاستر حوالي 20 ميلا عن شيفيلد.

## توأمة
لدونكاستر اتفاقيات توأمة مع كل من:
- سالجوتارجان
- هيرتن
- غليفيتسه
- ويلمينغتون

## أعلام
- داني روز
- جيرمي كلاركسون
- ديانا ريج
- جون ماكلولين
- لويس توملينسون